# Santos de Aliseda
Santos de Aliseda (¿? - Granada, 4 de julio de 1580) fue un compositor y maestro de capilla español.

## Vida
Se desconoce el lugar y la fecha de nacimiento del maestro, así como su posible formación musical.
Se sabe que de 1549	a 1557 ocupó el magisterio de la Colegiata del Salvador de Granada, en sucesión de Diego Garzón.
El 19 de noviembre de 1557 Santos de Aliseda tomó posesión del cargo de maestro de capilla de la Catedral de Granada. Esto ocurrió a pesar de la oposición de su predecesor, Luis de Cózar, que pretendía el cargo para su sobrino. Cortázar apeló la decisión al obispo Pedro Guerrero, pero tuvo que reconocer su derrota y entregó la responsabilidad de los mozos del coro a Aliseda en mayo de 1559.
Durante su magisterio, Aliseda trató de mejorar la calidad de los cantores, pero los bajos salarios evitó que pudiera llevarse a cabo. Sus responsabilidades eran las habituales de los maestros de capilla: educación y cuidado de los infantes del coro, dirección de la capilla y compositor de las obras que se tocaban en las fiestas de guardar. Durante veintitrés años se ganó el cariño y el aprecio del cabildo, sobre todo el cuidado de los infantes del coro. De hecho, en reconocimiento de sus méritos, en 1579 el cabildo solicitó al rey Felipe II una prebenda.
El 14 de mayo de 1580 tenemos las primeras noticias de la enfermedad del maestro Aliseda, por una nota en las actas capitulares que le conceden una ayuda de 12 ducados. Fallecería dos meses más tarde, el 4 de julio de 1580, en Granada, en pobreza. Le sucedió en el magisterio su hijo, Jerónimo.

## Obra
Algunas de sus obras se conservan en las catedrales de Granada y Toledo.
- Missa ecce vir prudens.
- 6 Motetes.
- 1 Lamentación.
- Laudate Dominun.